# Laurence Tardieu

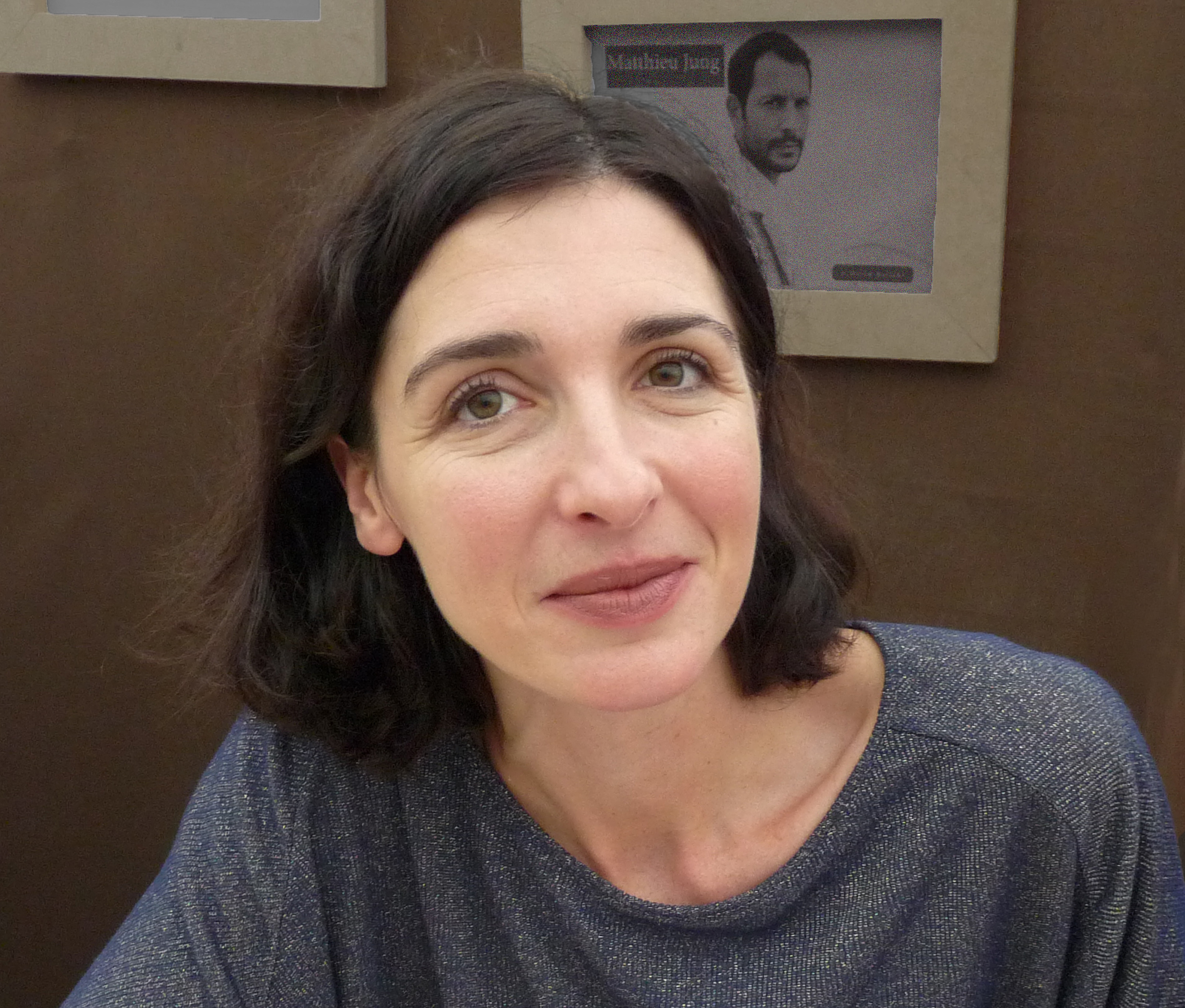
Laurence Tardieu (2011)

Laurence Tardieu (geboren 14. Dezember 1972 in Marseille) ist eine französische Schriftstellerin.

## Leben
Laurence Tardieu machte eine kaufmännische Ausbildung. Sie veröffentlichte 2002 ihren ersten Roman. Ihre Romane wurden mehrfach ausgezeichnet. 

## Werke
- Comme un père. Éditions Arléa, 2002
- Le Jugement de Léa. Éditions Arléa, 2004 - Prix du Roman des Libraires Leclerc 2004
- Puisque rien ne dure. Éditions Stock, 2006 - Prix Le Prince-Maurice du roman d'amour;  Prix Alain-Fournier
  - Weil nichts bleibt, wie es ist : Roman. Übersetzung Patricia Klobusiczky. Berlin : List, 2008
- Rêve d'amour. Éditions Stock, 2008
- Un Temps fou . Éditions Stock, 2009
- A l'abandon. Éditions Naïve, 2009
- La Confusion des peines. Éditions Stock, 2011 - Prix Printemps du Roman de la Foire de Saint-Louis
- L’Écriture et la Vie. Éditions Les Busclats, 2013
- Une Vie à soi. Éditions Flammarion, 2014 - Prix Louis Guigon
- À la fin le silence. Éditions Le Seuil, 2016
  - So laut die Stille : Roman. Übersetzung Kirsten Gleinig. Gräfelfing ; Hamburg : edition fünf, 2017